# Мінамото

Емблема мон роду Мінамото лінії Сейва — цвіт тирлича.

Мінамото (яп. 源 — джерело) — група родів стародавньої і середньовічної Японії, що походила від дітей імператорів, яким було відмовлено у статусі принців і переведено до розряду підданих шляхом надання прізвища «Мінамото» (源, «джерело») і титулу «асон» (朝臣, «слуга династії»). Ці роди також відомі як Ґендзі (源氏, «рід/роди Мінамото») або Ґенке (源家, «дім/доми Мінамото»). Хоча спочатку Мінамото мали престижний статус аристократичної родини, вони швидко перетворилися на самураїв через постійне виконання воєнних завдань столичного уряду.

## Опис

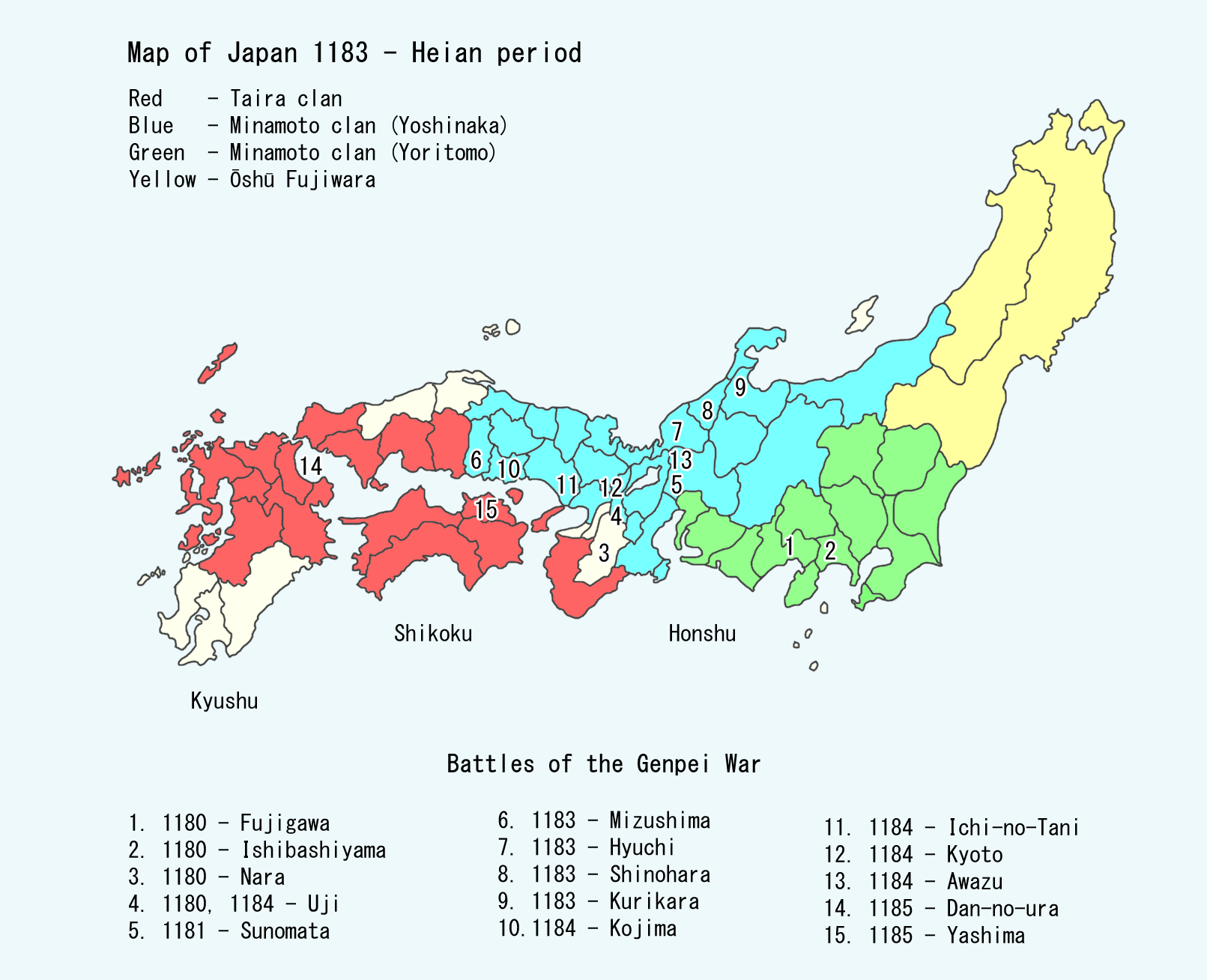
Домен клану Мінамото в Японії (1183)

Перше надання прізвища «Мінамото» відбулося за правління імператора Саґа (809—823). Його був удостоєний сьомий син правлячого монарха — Мінамото но Макото. Його вважали зайвим претендентом на престол, а тому знешкодили, перевівши у ранг підданих. Згодом, «небажані» діти імператорів Сейва, Муракамі, Уда і Дайго також були позбавлені привілеїв і перетворені на чергових підданих «Мінамото».
Подібна практика імператорського уряду, який ліквідовував таким чином зайвих принців і зменшував бюджетні витрати на імператорську родину, призвела до появи 21 роду Мінамото. Аби уникнути плутанини ці роди називали за іменами монархів, за правління яких засновники роду отримали нове прізвище і титул. Наприклад, рід Міномото, що походив від дітей імператора Саґа називався Саґа Ґендзі, а Мінамото-нащадки монарха Сейва — Сейва Ґендзі. Останній був найчисельнішим. Він дав початок багатьом новим самурайським родам — Асікаґа, Такеда, Нітта та іншим.
Рід Мінамото лінії Сейва перебував у постійній боротьбі за владу з представниками роду Тайра лінії Камму.
У 1156 і 1160 самураї Тайра спромоглися винищити більшу частину роду Мінамото і встановити у Кіото диктатуру. Однак її знищив Мінамото но Йорітомо (1147—1199), який зумів вижити під час репресій Тайра і повстати проти них у 1180-х. За підтримки імператора, йому вдалося знищити головних представників ворожого роду і встановити у місті Камакура перший самурайський уряд — сьоґунат.
Оскільки Мінамото були засновниками сьоґунату, за ними закріпилося спадкове право бути сьоґунами. Так після падіння Камакурського сьоґунату у 1333 році, новий сьоґунат Муроматі було започатковано родом Асікаґа, нащадками Мінамото, а останній Едоський сьоґунат також було засновано гілкою Мінамото — родиною Токуґава.
У пізньому середньовіччі серед самураїв було популярним відносити своїх пращурів до роду Мінамото, наряду з родами Тайра, Фудзівара і Татібана.

## Представники

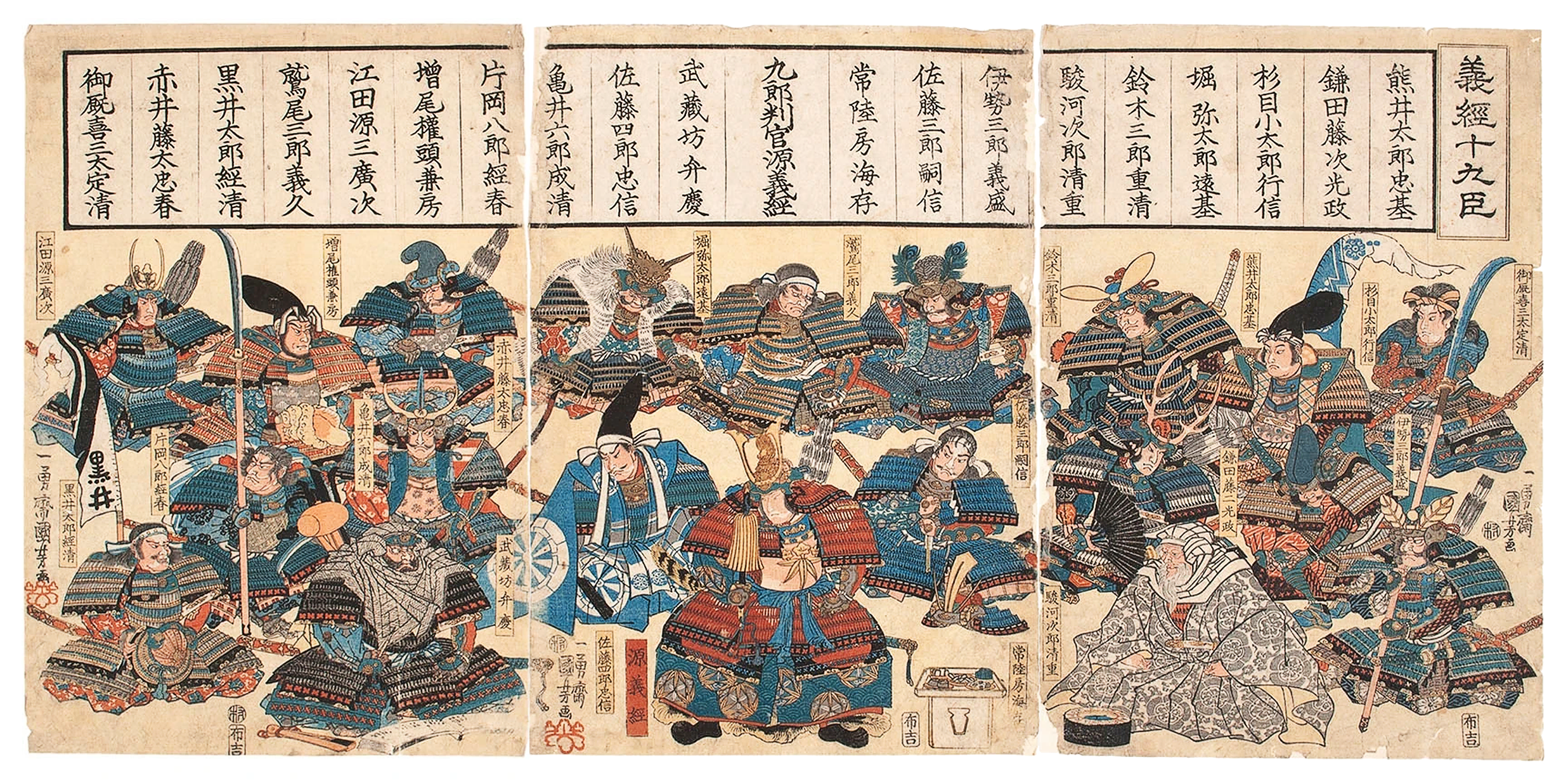
Генеалогія клану Мінамото, Укійо-е Утагава Кунійосі

- Мінамото но Йосіїе
- Мінамото но Йосітомо
- Мінамото но Йорітомо
- Мінамото но Йосіцуне
- Мінамото-но Таметомо